# Das Gesetz der Familie
Das Gesetz der Familie (Originaltitel Trespass Against Us) ist ein britisches Sozialdrama von Adam Smith, das am 9. September 2016 im Rahmen des Toronto International Film Festivals seine Premiere feierte und am 20. Januar 2017 in ausgewählte US-amerikanische Kinos kam.

## Handlung
Die Mitglieder der Familie Cutler leben als Pavees in Wohnwagen auf einem Feld in Gloucestershire. Die drei Generationen bilden eine berüchtigte Familie von Berufskriminellen, die ihre Zeit damit verbringen, ihren nächsten Coup zu planen. Colby ist der Patriarch der Familie, aber Chad, der älteste Sohn, hat den Wunsch, mit seiner Frau Kelly und seinen Kindern ein ruhiges Leben, weg von Verbrechen und seinem wankelmütigen Vater, zu führen. Chad möchte sesshaft werden und dass seine Kinder einen Schulabschluss machen. Er hat sich auch schon ein Grundstück bei einer Gruppe von ehemaligen Parias ausgesucht, wo er seinen Wohnwagen auf Dauer abstellen kann. Die einzige Bedingung ist, dass er alles mit seinem Vater klärt, bevor er den Platz übernimmt.
Colby plant, als Nächstes die wertvolle private Kunstsammlung des Lord Lieutenant zu erbeuten. Chad übernimmt die Führung des Unternehmens. Als sie nach dem Einbruch fliehen, kommt die Polizei unvermutet schnell zum Tatort. Die Bande muss sich mit der Polizei eine Verfolgungsjagd mit dem Auto liefern. Chad zieht die Verfolger auf sich, und seine Kumpanen können unbehelligt fliehen. Als er zu Fuß weitergehen muss, versteckt er sich zwischen einer Herde Kühe und kann entkommen.
Da es ein Raub bei der höchststehenden Persönlichkeit in der Region war, der gleichzeitig auch die Polizei untersteht, macht diese Jagd auf Chad und wartet darauf, dass er einen Fehler macht. Die Polizei macht eine Razzia auf dem Gelände der Parias und durchsucht alle Wohnwägen. Chad möchte nun auf das Grundstück gehen, kann aber nicht, da sein Vater mit dem Eigner gesprochen hat. Chad ist nun verzweifelt und möchte seinem Sohn zu dessen Geburtstag einen Hund kaufen. Als der Verkäufer des Hundes ihm diesen verweigert, bricht Chad in das Haus ein und nimmt den Hund mit. Die zu Hilfe gerufene Polizei nutzt die Gelegenheit, Chad zu verfolgen, und stellt ihn an einer alten Eiche. Chad ist auf diese mit dem Hund geklettert und wartet dort auf seine Familie, die er telefonisch informiert hat.
Der Sohn von Chad bekommt die Gelegenheit, zu seinem Vater auf den Baum zu klettern, und bekommt den Hund zu seinem Geburtstag überreicht. Bei der Übergabe beschwört Chad seinen Sohn, auf seine Familie und Herkunft stolz zu sein. Er soll später einmal die Tradition der Familie weiter führen.

## Produktion

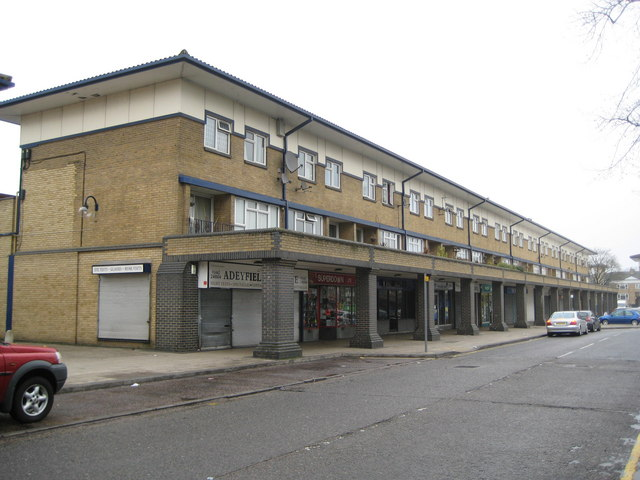
Gedreht wurde der Film unter anderem in Adeyfield, wie hier an der Shopping-Meile Queens Square

Regie führte Adam Smith, das Drehbuch schrieb Alastair Siddons.
Gedreht wurde der Film in den englischen Kleinstädten Grovehill und Adeyfield, unter anderem an der Shopping-Meile Queens Square. Die Dreharbeiten hatten im Juni 2014 begonnen. Als Kameramann fungierte Eduard Grau.
Die Filmmusik wurde von The Chemical Brothers beigesteuert.
Der Film feierte am 9. September 2016 im Rahmen des Toronto International Film Festival 2016 seine Premiere und kam am 20. Januar 2017 in ausgewählte US-amerikanische Kinos. Am 3. August 2017 kam der Film in die deutschen Kinos.

## Rezeption

### Altersfreigabe
In Deutschland ist der Film FSK 16. In der Freigabebegründung heißt es: „Der Film spielt in einer rauen Erwachsenenwelt und zeigt eine Polizei, die den Gesetzesbrechern nie etwas nachweisen kann. Vereinzelt gibt es Szenen körperlicher Gewalt, die aber nicht übermäßig ausgespielt sind. Die Kriminalität der Hauptfiguren wird zunehmend kritisch betrachtet und es werden die negativen Auswirkungen gezeigt (z. B. soziale Ausgrenzung, psychische Belastungen). Jugendliche ab 16 Jahren können diese kritischen Ansätze verstehen und die Geschehnisse angemessen hinterfragen.“

### Kritiken
David Ehrlich von IndieWire meint, auch wenn der Film sich die gleichen Generationskonflikte zu eigen mache, die jüngste Independent-Filme im Herzen tragen, weigerten sich die Schauspieler, ihre Figuren auf irgendwelche erkennbaren Archetypen zu reduzieren.

### Auszeichnungen
British Independent Film Awards 2016
- Nominierung als Bester Schauspieler für den British Independent Film Award (Michael Fassbender)
- Nominierung als Bester Nebendarsteller für den British Independent Film Award (Sean Harris)
- Nominierung für den Douglas Hickox Award (Adam Smith)

National Film Awards UK 2018
- Nominierung als Bester Actionfilm[6]

Zurich Film Festival 2016
- Nominierung als Bester internationaler Spielfilm für das Golden Eye (Adam Smith)